# Flaga Saint Kitts i Nevis
Flaga Saint Kitts i Nevis – jeden z symboli państwowych Saint Kitts i Nevis. Zastąpiła flagę Saint Christopher-Nevis-Anguilla, jest w użyciu od uzyskania przez państwo niepodległości.
Flaga została wybrana w wyniku konkursu.

## Wygląd i symbolika
Zielony na fladze symbolizuje urodzajne ziemie wysp, podczas gdy czerwona – walkę z niewolnictwem i kolonizacją. Czarna odnosi się do afrykańskich korzeni kraju, a żółta ma reprezentować blask Słońca świecącego nad całą wyspą. Dwie białe gwiazdy symbolizują dwie wyspy wchodzące w skład państwa, nadzieję i wolność. Oficjalną symbolikę flagi sformułował projektant.

## Flagi historyczne

Flaga Brytyjskich Wysp Podwietrznych
Flaga Federacji Indii Zachodnich
Flaga Saint Christopher-Nevis-Anguilla (1958–1967)
Flaga Saint Christopher-Nevis-Anguilla (1967)
Flaga Saint Christopher-Nevis-Anguilla (1967–1983)